# Protapanteles acherontiae
Protapanteles acherontiae är en stekelart som först beskrevs av Cameron 1907.  Protapanteles acherontiae ingår i släktet Protapanteles och familjen bracksteklar. Inga underarter finns listade i Catalogue of Life.